# Hedwig Frey
Hedwig Frey (geboren am 21. Oktober 1877 in Zürich, gestorben am 24. Dezember 1938 in Braunwald, heimatberechtigt in Zürich) war eine Schweizer Anatomin.

## Leben
Hedwig Frey war die Tochter des Kaufmanns Johann Heinrich Frey und dessen Frau Johanna, geborene Gimper. Sie schloss 1897 ihre Lehrerinnenausbildung in Zürich ab und begann ab 1905, Vorlesungen an der dortigen Universität zu besuchen. Ein Medizinstudium blieb ihr verwehrt, doch sie begann 1908 mit einem Studium in Anthropologie und Anatomie, das sie durch die Erteilung von Privatunterricht finanzierte und 1912 abschloss. Anschliessend wurde sie Assistentin am Anatomischen Institut Zürich und stieg 1918 zur Privatdozentin für Anatomie und Entwicklungsgeschichte auf, nachdem sie ihre Habilitationsschrift Beitrag zum Umbildungsprozess des Brustkorbes vorgelegt hatte. Von 1920 bis 1938 war sie als Prosektorin angestellt.
1924 erhielt Frey die Titularprofessur durch die Universität Zürich und war damit die erste Professorin für Anatomie in der Schweiz. Ihr Forschungsgebiet war die phylogenetische Anatomie des Rumpfskeletts und der Beinmuskulatur. Sie war ferner in anatomischen Fachverbänden aktiv sowie im Schweizerischen Verband der Akademikerinnen.

## Werke
- Der Musculus triceps surae in der Primatenreihe: Eine vergleichend-anatomisch-anthropologische Untersuchung. Zürich 1913. Diss. Phil. II Univ. Zürich. (Morphologisches Jahrbuch Bd. 47, Heft 1 und 2).
- Beitrag zum Umbildungsprozess des Brustkorbes. Zürich: Zürcher & Furrer 1918. Habilitationsschrift Univ. Zürich. (Vierteljahrsschrift der Naturforschenden Gesellschaft in Zürich Jg. 63, 1918).